# Béarn (1914)
Béarn byla letadlová loď francouzského námořnictva. Byla to jediná francouzská letadlová loď postavená do počátku druhé světové války (doplňoval ji pouze nosič hydroplánů Commandant Teste).

## Stavba
Při stavbě Béarn byl použit nedokončený trup bitevní lodě třídy Normandie. Stavba těchto lodí byla objednána před první světovou válkou, během které se však jejich stavba zastavila. Práce na dokončení lodi jako letadlové začaly v roce 1923 a do služby loď vstoupila v roce 1927. Původně měla být spíše lodí experimentálního charakteru a ve 30. letech ji měly nahradit nové lodě třídy Joffre. Z nich se však v roce 1938 podařilo pouze založit kýl Joffre a dále už jejich stavba nepokročila. 

## Konstrukce
Loď měla jednopatrový hangár, který byl s letovou palubou spojen třemi výtahy. Velitelský ostrov byl umístěn klasicky na pravé straně paluby. Komín byl jeho součástí. Hlavní dělostřeleckou výzbroj tvořilo osm 155mm kanónů v kasematech. Ty doplňovalo šest 75mm a osm 37mm kanónů. Loď mohla nést až 40 letounů. V době vypuknutí druhé světové války Béarn nesla střemhlavé bombardéry typu Loire-Nieuport LN.401. 

## Služba

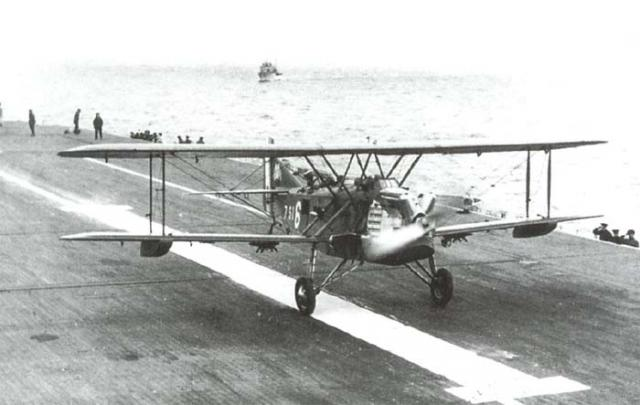
Palubní průzkumný letoun Levasseur PL.10

V době vypuknutí války už byla Béarn zastaralá (zejména měla nízkou rychlost) a byla určena především pro transport letadel a výcvik (její letouny operovaly z pozemních základen). Po francouzské kapitulaci loď zakotvila bez letadel na Martiniku. Svobodným Francouzům byla předána až 30. června 1943 a poté byla v letech 1944–1945 modernizována v USA. Po přestavbě sloužila opět pro přepravu letadel. 
Po skončení války přepravovala vojenské letouny do Indočíny, kde Francie vedla neúspěšnou válku o udržení této kolonie. V letech 1947–1948 sloužila jako stacionární cvičné plavidlo a poté až do roku 1966 jako ubytovací loď pro posádky ponorek. Vyřazena byla v roce 1966 a poté byla sešrotována.